# 孫昭
孫昭（1518年—1558年），字明德，號斗城，自號東嘉居士，浙江溫州府永嘉縣人，民籍，明朝政治人物。

## 生平
嘉靖十九年（1540年）庚子科浙江鄉試第七十六名舉人，二十三年（1544年）中式甲辰科會試第六十七名，三甲第三十五名進士。都察院观政，授永丰县知县，起补魏县知县。三十一年（1552年）正月选授云南道試御史，七月實授，巡视陕西茶马，更新茶马法，三十五年（1556年）巡按河南。

## 著作
著有《西行稿》。

## 家族
曾祖孫怡；祖父孫枹；父孫滄。前母丁氏、陳氏；母陳氏。具慶下。兄孫曜，弟孫晬。